# Theoretische Linguistik
Theoretische Linguistik ist eine weit verbreitete, aber nicht generell verwendete Bezeichnung für ein Teilgebiet der Allgemeinen Linguistik (→ Allgemeine Linguistik#Theoretische Fächer), das sich vor allem mit der Entwicklung abstrakter linguistischer Modelle befasst. Darunter fallen im Wesentlichen theoretische Konstrukte der Grammatik und die Suche nach und die Erklärung von Sprachuniversalien, also von Eigenschaften, die alle natürliche Sprachen gemeinsam haben.
Die Hauptbereiche der Theoretischen Linguistik sind folgende:
- Die Syntax untersucht die Regeln zur Bildung von Sätzen.
- Die Phonologie beschäftigt sich mit der Kombination und Funktion von Lauten.
- Die Morphologie befasst sich mit den Bestandteilen von Wörtern und deren Bezug zur Syntax.
- Die Semantik erfasst den Sinn und die Bedeutung von sprachlichen Einheiten.

Auch wenn die Phonetik als die Lehre von den physikalischen Eigenschaften, der Artikulation und der Wahrnehmung von Sprachlauten eng mit der Phonologie zusammenhängt und oft gemeinsam mit ihr behandelt wird, gilt sie in der Regel nicht als Teil der Theoretischen Linguistik.